# Hill Curch of Rosehearty

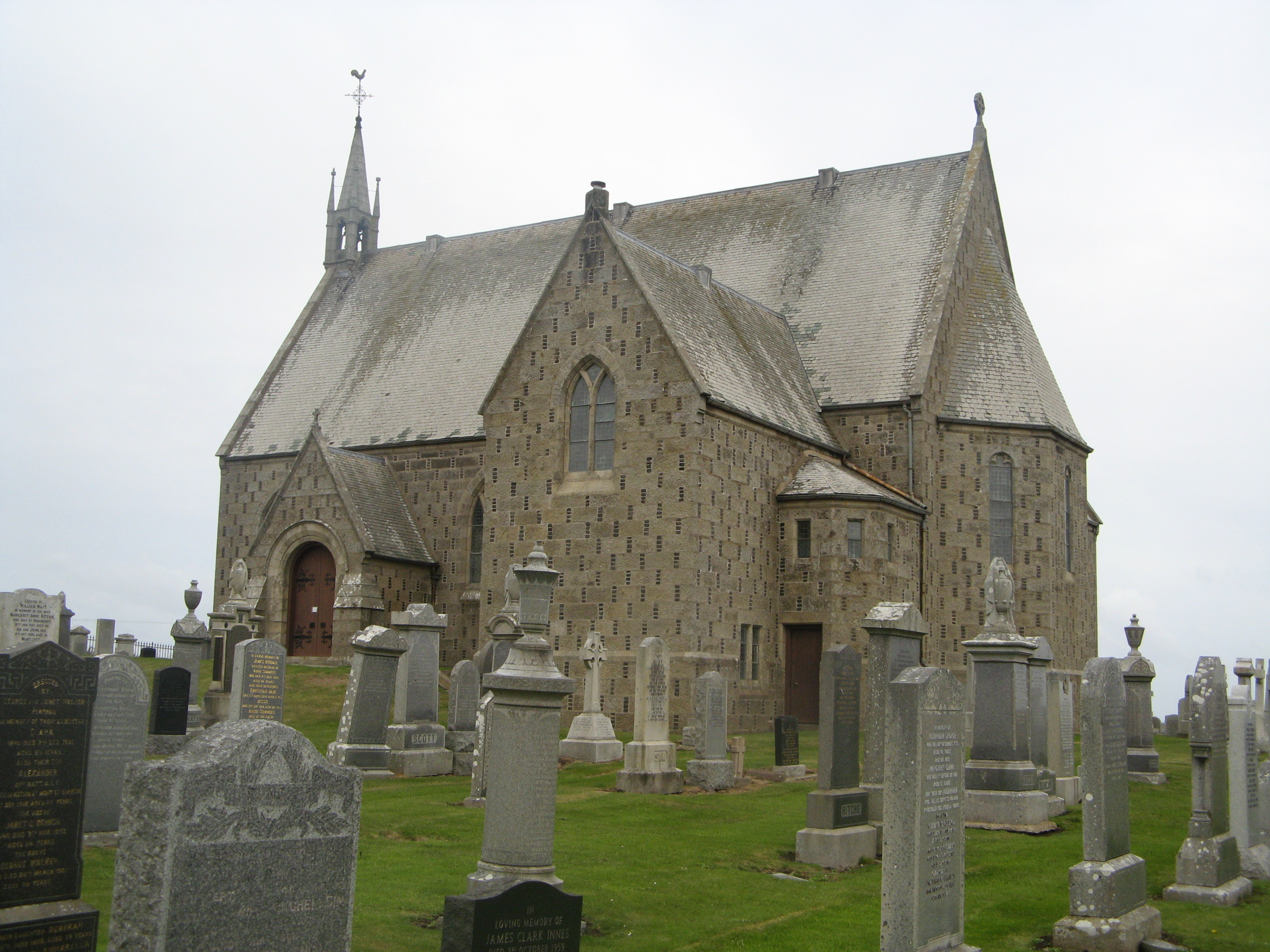
Hill Curch of Rosehearty

Die Hill Curch of Rosehearty ist eine Pfarrkirche der presbyterianischen Church of Scotland in dem schottischen Weiler Peathill in der Council Area Aberdeenshire. 1971 wurde das Bauwerk in die schottischen Denkmallisten in der höchsten Denkmalkategorie A aufgenommen. Der zugehörige Friedhof ist hingegen als Kategorie-B-Bauwerk klassifiziert. Direkt südlich befindet sich die Ruine der Old Pitsligo Church, die als Scheduled Monument geschützt ist.

## Geschichte
Infolge einer Eingabe des auf Pitsligo Castle residierenden Alexander Forbes, 1. Lord Forbes of Pitsligo beschloss das Parlament 1633 die Einrichtung des Parishs Pitsligo. Dieser wurde aus den umliegenden Kirchengemeinden Aberdour, Fraserburgh und Tyrie abgetrennt. Um 1635 war der Bau der heutigen Old Pitsligo Church abgeschlossen. Die Entscheidung der United Presbyterian Church of Scotland zum Neubau der heutigen Hill Church führte innerhalb der Gemeinde zu Aufruhr, die in der symbolischen öffentlichen Verbrennung des Pastors gipfelte. Nichtsdestotrotz wurde die Hill Church 1890 errichtet und die alte Kirche aufgelassen.

## Beschreibung
Die Kirche steht am Nordrand des Weilers Peathill rund 1,5 Kilometer südlich des Küstenortes Rosehearty. Der schottische Architekt Alexander Marshall Mackenzie entwarf eine Kreuzkirche im neogotischen Stil. Ihr Mauerwerk besteht aus blassem Granit. Aus der Südwestfassade tritt das überdachte, zweiflüglige Eingangsportal heraus. Entlang des Langhauses und des Querschiffs sind Spitzbogenfenster sowie schlichte Maßwerke eingelassen. Am Ostgiebel tritt eine flache, abgekantete Apsis heraus. Auf dem Westgiebel sitzt ein kleiner Dachreiter mit offenem Geläut auf. Die 1798 gegossene Glocke stammt noch aus der alten Kirche. Das Gebäude schließt mit einem steilen, schiefergedeckten Satteldach. Im Inneren ist die reich verzierte, hölzerne Patronatsloge der Lord Forbes of Pitsligo hervorzuheben, die um 1632 entstand.
Eine Bruchsteinmauer umfriedet das nahezu dreieckige Friedhofsgelände, auf dem sich auch beide Kirchen befinden. Die frühesten Grabsteine stammen aus dem 17. Jahrhundert.

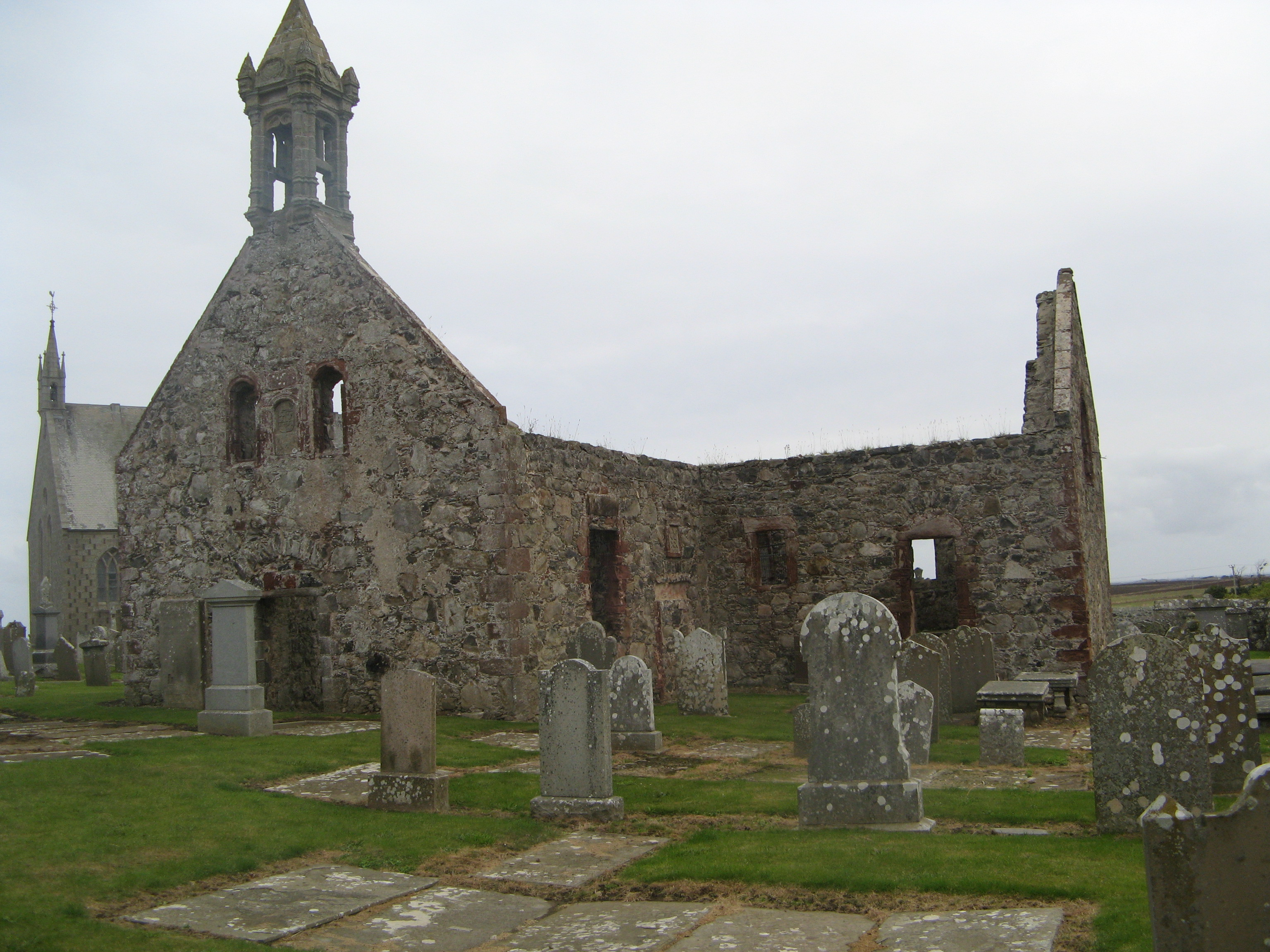
Old Church of Pitsligo

Die Old Church of Pitsligo ist heute nur noch als dachlose Ruine erhalten. Sie weist einen T-förmigen Grundriss mit Schenkellängen von 18 m beziehungsweise 8 m auf. Ihr Bruchsteinmauerwerk zeigt noch die Überreste eines Harl-Putzes. Öffnungen sind mit kontrastierendem roten Sandstein eingefasst. Der reich ornamentierte, auf einem Giebel aufsitzende Dachreiter zeigt eine Mischung aus gotischem und Renaissance-Stil.